# El Socorro (município)
El Socorro é um município da Venezuela localizado no estado de Guárico.
A capital do município é a cidade de El Socorro.